# Прогресивна партія (Японська імперія)
Прогресивна партія (яп. 進歩党) також «Сімпото» — була короткочасною політичною партією що діяла в Японській імперії в історичний період Мейдзі.

## Історія
Японська політична партія «Прогресивна партія» було засновано Окума Сіґенобу в березні 1896 року в результаті злиття (об'днання) японської політичної партії «партія конституційних реформ» та незначних політичних партій, щоб компенсувати тимчасовий альянс між суперником Окума Сіґенобу, а саме японського політика Іто Хіробумі та «Ліберальна партія Японії» (Дзіюто).
У червні 1898 року японська політична партія «Прогресивна партія» об'єдналося з «Ліберальна партія Японії», щоб утворити «Кенсейто».

## Результати виборів
| Вибори             | Лідер          | Місця у парламенті | Статус           |
| ------------------ | -------------- | ------------------ | ---------------- |
| Березень 1898 року | Окума Сігенобу | 105 / 300          | Урядова коаліція |